# Carterville (Illinois)
Carterville es una ciudad ubicada en el condado de Williamson en el estado estadounidense de Illinois. En el Censo de 2010 tenía una población de 5496 habitantes y una densidad poblacional de 401,75 personas por km².

## Geografía
Carterville se encuentra ubicada en las coordenadas 37°45′46″N 89°5′2″O / 37.76278, -89.08389. Según la Oficina del Censo de los Estados Unidos, Carterville tiene una superficie total de 13.68 km², de la cual 13.44 km² corresponden a tierra firme y (1.74%) 0.24 km² es agua.

## Demografía
Según el censo de 2010, había 5496 personas residiendo en Carterville. La densidad de población era de 401,75 hab./km². De los 5496 habitantes, Carterville estaba compuesto por el 92.96% blancos, el 2.51% eran afroamericanos, el 0.2% eran amerindios, el 1.2% eran asiáticos, el 0% eran isleños del Pacífico, el 0.64% eran de otras razas y el 2.49% pertenecían a dos o más razas. Del total de la población el 1.87% eran hispanos o latinos de cualquier raza.